# Château de Villeneuve-Loubet
Le château de Villeneuve-Loubet est un château fort construit au XIIIe siècle par Romée de Villeneuve, situé sur la commune française éponyme dans le département des Alpes-Maritimes et la région Provence-Alpes-Côte d'Azur. 
Le château de Villeneuve et son parc font l’objet d’une inscription au titre des monuments historiques depuis le 30 décembre 1986.
Le parc, les remparts et la cour intérieure se visitent avec l'Office de Tourisme de Villeneuve-Loubet.

## Situation
Le château se situe au sommet de la colline de Villeneuve-Loubet village, au bout de la corniche Notre-Dame, à côté de l'église Saint-Marc. Le château est entouré d'un parc privé.

## Historique

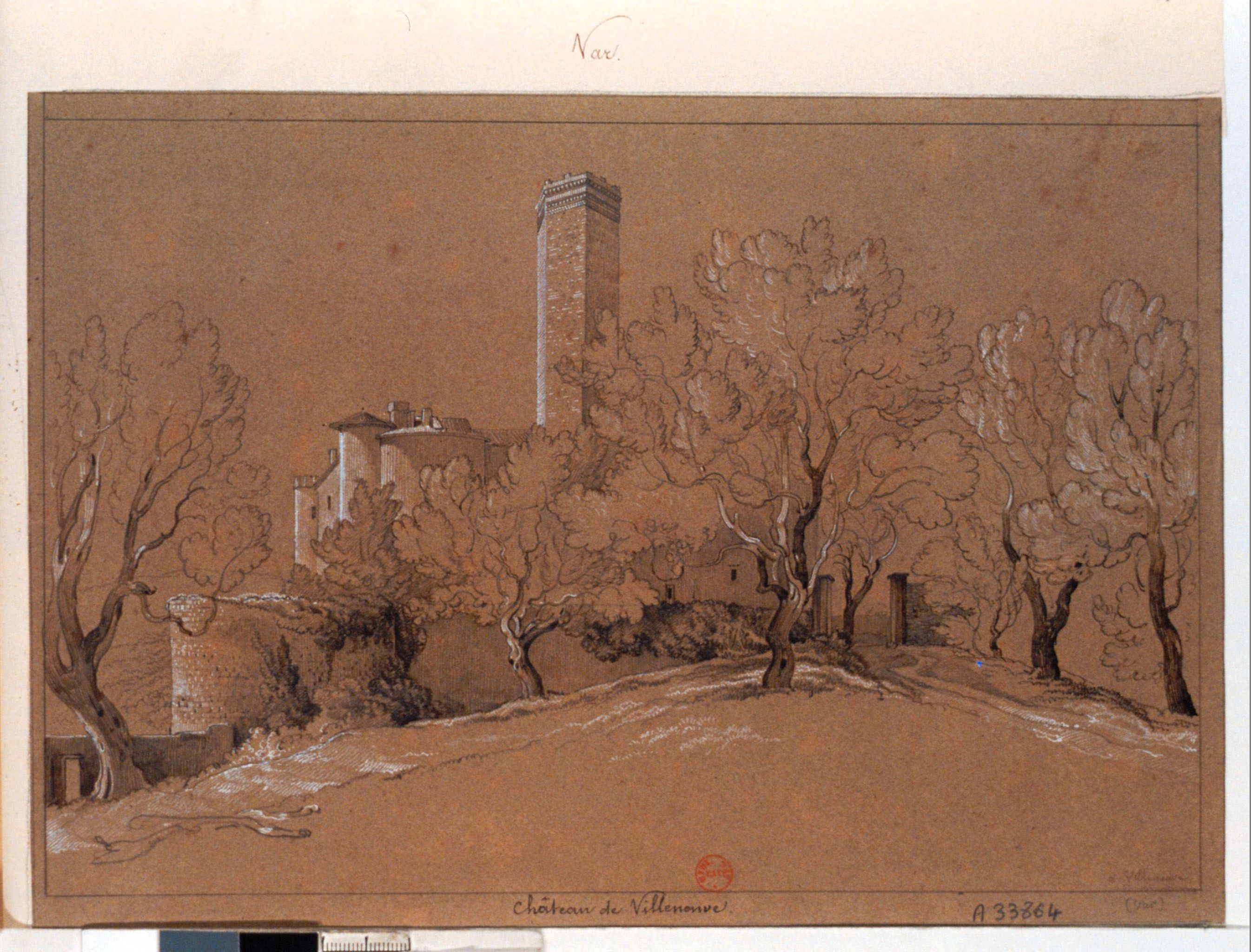
Château de Villeneuve. Dessin à la plume et encre brune, rehauts de blanc sur papier brun, par Claude-Félix-Théodore d'Aligny, XIXe siècle

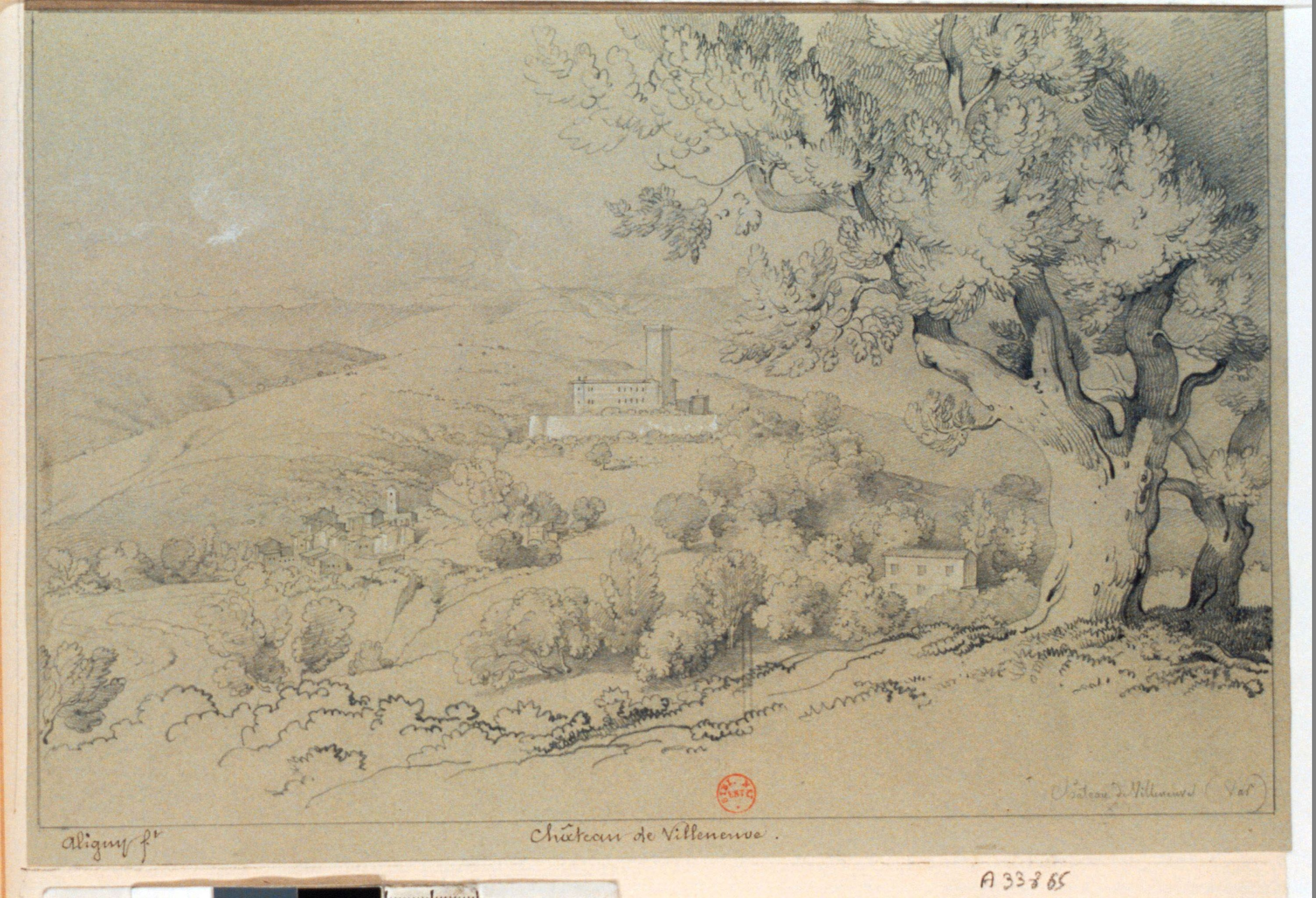
Château de Villeneuve. Dessin à la mine de plomb et rehauts de blanc sur papier gris-vert, par Claude-Félix-Théodore d'Aligny

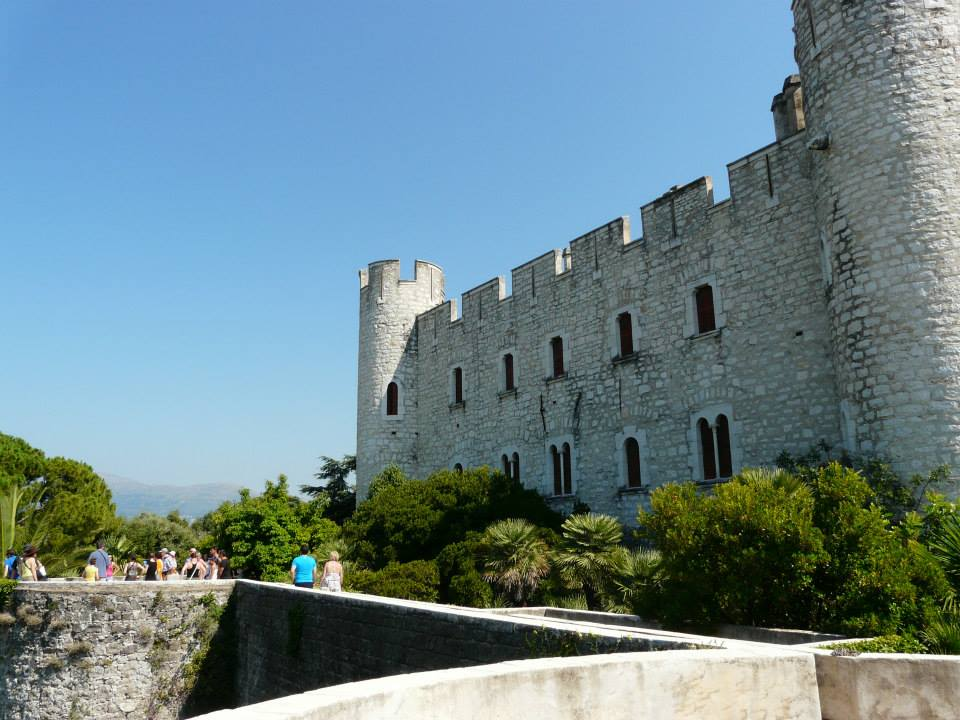
Le château de Villeneuve-Loubet aujourd'hui.

En 1191, la république de Gênes s'est vu accorder la ville et le territoire de Monaco par l'empereur Henri VI. La république a eu alors l'ambition d'étendre ses possessions sur tout le littoral jusqu'au Var. Elle va susciter une rébellion contre les comtes de Provence dans la ville de Nice avec l'appui de quelques aristocrates. Le 6 juillet 1215, le parti d'aristocrates niçois pris le contrôle de Nice et proclama l'indépendance de la ville par rapport au comte de Provence. En 1220, le comte de Provence Raimond Bérenger IV ou V s'est marié avec Béatrix, fille du comte Thomas Ier. La ville de Nice a conclu une alliance avec les villes de Grasse et de Draguignan et a signé une convention avec la république de Pise en novembre 1228. C'est à ce moment-là que l'armée du comte de Provence commandée par Romée de Villeneuve s'est présentée le long du Var. Le parti opposé à l'indépendance de Nice a négocié avec Romée de Villeneuve une capitulation de la ville avec confirmation des conditions du traité passé en 1176 avec Alphonse Ier de Provence, roi d'Aragon, comte de Provence et comte de Barcelone. Cet accord est conclu dans un acte passé le 9 novembre 1229 devant le notaire Guillaume Tery de Nice.
En 1230, le comte de Provence Raimond Bérenger V s'est rendu maître du territoire de Vence avec l'aide de Romée de Villeneuve, viguier et baile de Provence.
Entre 1231 et 1234, Romée de Villeneuve décide d'édifier en haut de la colline du Gaudelet son château et de créer par la même occasion le village de Villeneuve sur les terres qui lui ont été données par Raimond Bérenger V après la reprise de Nice. Le château a probablement été construit au-dessus d'un ancien castrum datant du XIe siècle.
À la mort de Raimond Béranger V, il est le tuteur de Béatrice de Provence jusqu'à son mariage avec Charles Ier d'Anjou.
En 1251, le château est vendu pour combler les dettes de Romée de Villeneuve et devient un fief comtal. La Maison de Villeneuve est restée seigneur de Vence.
Yolande d'Aragon donne le château en 1422 à Antoine de Villeneuve, seigneur de Flayosc.
Le château est acquis en 1437 par Pierre Lascaris, fils d'Antoine Lascaris, de la Maison de Vintimille, comte de Tende, qui était marié à Catherine Grimaldi, fille de Georges Grimaldi, co-seigneur d'Antibes et de Cagnes,. À sa mort, la seigneurie passe à ses fils, sous la tutelle de leur oncle Honoré Lascaris, comte de Tende, conseiller et chambellan du roi René qui se comporte comme le seigneur du lieu. 
En 1460, Honoré Lascaris installe à Villeneuve des habitants de Tende pour repeupler le village. Il donne la seigneurie de Villeneuve à son fils, Jean Antoine, qui devient comte de Tende à la mort de son père, le 5 février 1475.
Anne Lascaris, fille unique de Jean Antoine et d'Isabelle d'Anglure, naît en novembre 1487. Elle se marie en secondes noces avec René, grand bâtard de Savoie le 28 janvier 1501.
La nouvelle église paroissiale de Villeneuve, Notre-Dame du Gaudelet, est achevée par les seigneurs de Villeneuve avant 1500. 
René de Savoie devient seigneur de Villeneuve à la mort de Jean Antoine Lascaris, le 13 août 1509.
Du château originel il ne subsiste que le donjon pentagonal. Les autres bâtiments ont été réaménagés au XVIe siècle dans le style Renaissance. La transformation du château médiéval est terminée en 1533.
Une deuxième enceinte a été construite entre 1516 et 1530. Elle porte en plusieurs endroits les armes de René de Savoie, seigneur de Villeneuve par son mariage avec Anne Lascaris. 
Charles Quint réside pendant une semaine au château pendant l'invasion de Provence, en 1536.
En 1538, François Ier  y séjourne à l'occasion de la signature de la trêve de Nice avec Charles Quint.
À la suite d'un procès engagé par Honorat II de Savoie, marquis de Villars, contre Renée de Savoie concernant la propriété des fiefs, le parlement d'Aix jugea qu'Honorat II était l'ultime possesseur des seigneuries de Villeneuve, Cagnes, La Garde, Loubet, Antibes et les baronnies de Cipières et de Caussols. La contestation a continué concernant la vente du comté de Tende et les terres et seigneuries de Maro et Prela. Cette dernière contestation s'achève après la mort d'Honorat II et l'acceptation, en 1579, par Henriette de Savoie-Villars, fille d'Honorat II, de céder au duc de Savoie le comté de Tende avec la seigneurie de Maro et Prelà et les comptabilités dans le comté de Vintimille et Oneille en échange du marquisat de Miribel, comprenant Monthelier, Sathonay en Bresse et de Loyettes, et leurs dépendances.
Le château a appartenu à Charles de Mayenne après son mariage, en 1576, avec Henriette de Savoie-Villars, fille d'Honorat II de Savoie. Dans son testament, Honorat II fait d'Henri de Mayenne l'héritier de ses biens après le décès de sa mère
Le château est acheté en 1644 par Léon Bouthillier, sire de Chavigny. Puis il est acquis en 1678 par Auguste de Thomas, baron de La Garde et Sainte-Marguerite, président à mortier du parlement de Provence en 1662 où il succède à Louis de Cormis.
En 1742, la seigneurie et son château entrent par succession de Henri de Thomas, baron de La Garde, marquis de Villeneuve, fils d'Auguste de Thomas,, dans la famille Mark-Tripoli de Panisse-Passis. Le fief devient un marquisat.
Le château a été confisqué à la Révolution, et a failli être démoli, mais a été sauvé grâce à sa transformation en hôpital pour les blessés de l'armée d'Italie. Après la tourmente révolutionnaire, en 1802, le château est de nouveau propriété d'Henri de Panisse-Passis (1736-1802) qui a dû le remettre en état.
Son fils cadet, Pierre-Léandre de Panisse-Passis (1770-1842), pair de France, y fait des travaux d'amélioration.
Il a été fortement ébranlé par un séisme de 1887. Henri-Henri de Panisse-Passis (1837-1911) entreprend alors une restauration générale.
Le château porte des traces des bombardements de 1944.

## Description
Le château est composé de quatre bâtiments disposés autour d'une cour trapézoïdale. Son donjon, haut de 37 mètres et légèrement penché, est de forme pentagonale.
L'enceinte extérieure comporte cinq tours rondes.